# Presó de Sant Vicent
La presó de Sant Vicent a la ciutat de València (País Valencià) és un recinte rectangular dividit en dos trams per un arc rebaixat. El primer tram es cobreix de volta rebaixada amb dues llunetes i el segon d'un cel ras.
En el mur testera, hi ha una taula d'altar i a la dreta una columna de pedra amb capitell d'estil romànic.
En 1851, segons Cruïlles, es va reedificar la façana i es va restablir per al culte la capella, i fou de nou beneïda el 1852.
Aquest local va ser llogat el 1685, i s'hi donà pública veneració de la columna en què, segons la tradició, va ser assotat sant Vicent Màrtir. A l'any següent, el 1686, la ciutat va adquirir aquest oratori a la senyora Anna de Boïl i de Mercader. El 1744, es va convertir en oratori o capella, tal com es conserva. El 22 de gener del 1777 s'hi va descobrir el pou.
Respecte a la columna que va donar origen a aquest santuari, opina Sánchez Siscar que no hi ha cap fonament històric que asseguri que sobre ella fos assotat sant Vicent.